# Roman Staněk
Roman Staněk (Valašské Meziříčí, 25 febbraio 2004) è un pilota automobilistico ceco.

## Carriera

### Kart
Staněk ha iniziato il karting a livello internazionale nel 2014, gareggiando nella categoria 60 MINI fino al 2016. L'anno successivo è passato a OK Junior, e nel 2018 ha preso parte al Campionato del Mondo karting nella categoria OK.

### Formula 4
Nel 2019 Staněk esordisce in monoposto nel Campionato di Formula 4 degli Emirati Arabi Uniti dove partecipa come pilota ospite per quattro gare. Nello stesso anno corre anche nel Campionato italiano di Formula 4 e nel Campionato tedesco di Formula 4 con il team US Racing-CHRS. In Italia vince a Imola e conquista altri quattro podi. Finisce quinto in classifica. Nel campionato tedesco conquista altre due vittorie e altri tre podi, arrivando quarto nella classifica finale.

### Euroformula
Nel 2021 Staněk debutta con il team Motopark nel quinto round del campionato di Euroformula Open. Conquista la sua prima vittoria nella seconda gara di Imola, arrivando in volata davanti all'americano Jak Crawford, torna a podio con un secondo posto nella terza gara.

### Formula 3

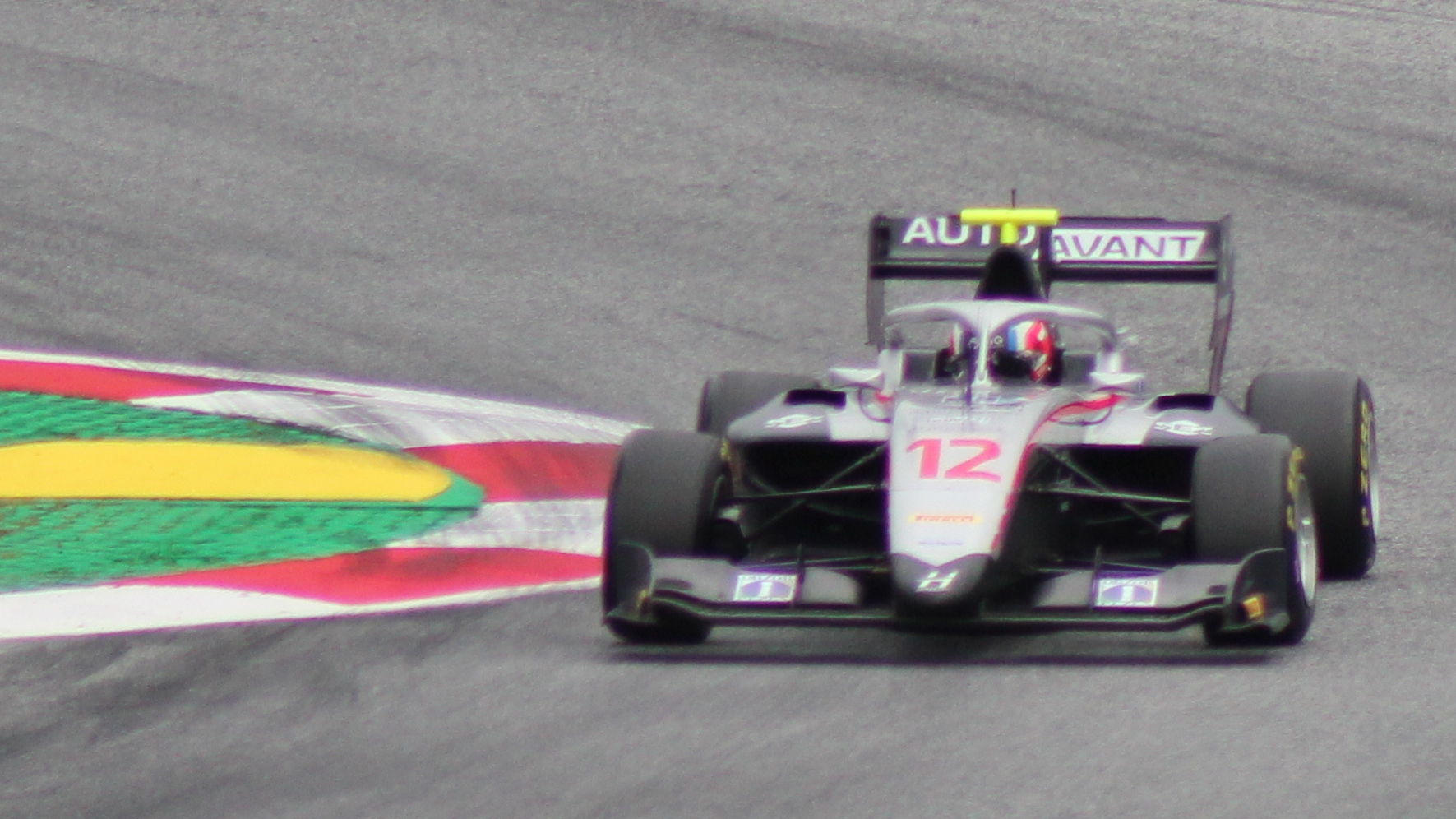
Stanek in Formula 3 nel 2021

Nel 2020 Staněk doveva originariamente guidare per il team Prema nel Campionato FIA di Formula 3 europea, ma in seguito passò alla Formula 3 con il team Charouz prima dell'apertura della stagione, sostituendo l'uscente Niko Kari e diventando il pilota più giovane del campionato. Con un ottavo posto sul circuito di Monza riesce a conquistare i suoi primi e unici punti della stagione.
Nel 2021, Staněk cambia team, passa alla Hitech Grand Prix, in inverno gareggia nella Formula 3 asiatica e nel resto dell'anno nella Formula 3. Nella serie asiatica conquista 60 punti e finisce decimo in classifica, ottenendo un quarto posto come suo migliore risultato.
In Formula 3 dopo dei risultati alternanti conquista il suo primo podio nella seconda gara all'Hungaroring arrivando terzo dietro a Matteo Nannini ed Enzo Fittipaldi. Si ripete a Spa con un altro ottimo terzo posto dietro a Lorenzo Colombo e Jak Crawford. Chiude 16º in classifica generale con 29 punti.
Staněk dopo aver partecipato ai test collettivi della Formula 3 con il team Trident Motorsport, viene annunciato dal team italiano insieme a Jonny Edgar e Zane Maloney per la stagione 2022. Nella seconda gara di Imola Staněk vince la sua prima gara in categoria, battendo Jak Crawford e Isack Hadjar. Nel round successivo a Barcellona conquista la Pole position, in gara chiude secondo dietro a Victor Martins. Dopo risultati altalenanti, Staněk torna a podio nella prima gara di Spa-Francorchamps arrivando secondo dietro ad Oliver Bearman. Staněk chiude la sua terza stagione in Formula 3 al quinto posto.
Staněk detiene il Record del maggior numero di gare nel Campionato di Formula 3.

### Formula 2

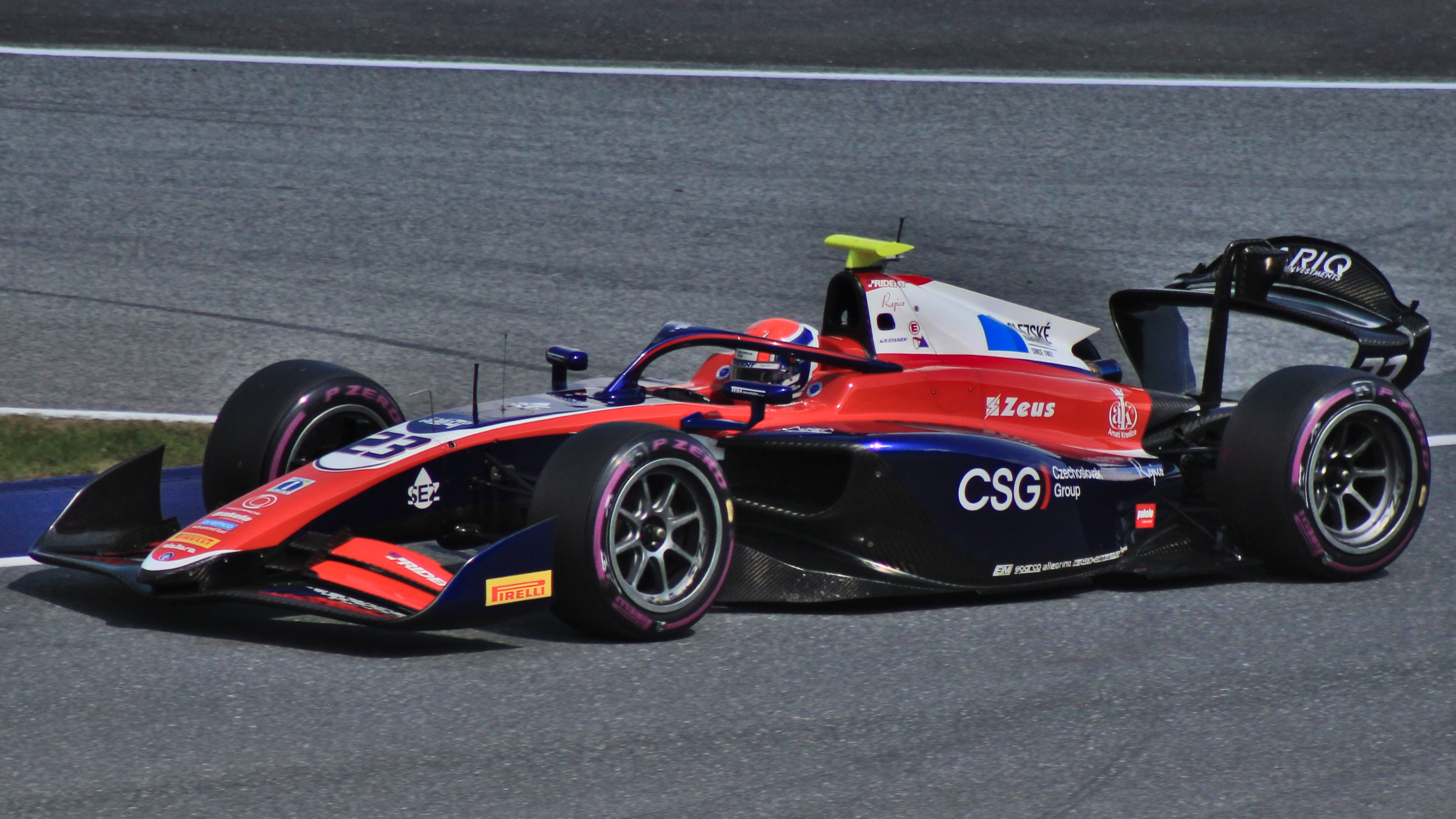
Roman Staněk nel 2024 durante la stagione di F2

Nel novembre del 2022, conclusa l'esperienza in Formula 3, Staněk partecipa ai test post stagionali della Formula 2 sempre con il team Trident . A gennaio del 2023 il team italiano  promuove Staněk in Formula 2 in coppia con Clément Novalak. Nel novembre del 2023 prende parte al Gran Premio di Macao correndo sempre per il team Trident.
Per la stagione 2024 rimane in Formula 2 correndo sempre per il team italiano. Nella Sprint Race di Melbourne ottiene la sua prima vittoria nella categoria dopo la penalizzazione di Isack Hadjar. A luglio 2024 ha annunciato che avrebbe lasciato il team dopo il round di Monza a causa della scarsa competitività. Dal successivo round di Baku, il team decide di sostituire Staněk con l'australiano Christian Mansell.   
Nel 2025 correrà con il team Invicta Racing al fianco di Leonardo Fornaroli.   

## Risultati

### Riassunto della carriera
| Stagione | Categoria               | Team                  | Gare | Vittorie | Pole | G.V. | Podi | Punti | Pos. |
| -------- | ----------------------- | --------------------- | ---- | -------- | ---- | ---- | ---- | ----- | ---- |
| 2019     | Formula 4 UAE           | Dragon Racing         | 4    | 0        | 0    | 0    | 0    | 0     | NC†  |
| 2019     | Formula 4 ADAC          | US Racing-CHRS        | 20   | 2        | 0    | 2    | 5    | 165   | 4°   |
| 2019     | Formula 4 italiana      | US Racing-CHRS        | 18   | 1        | 6    | 1    | 4    | 144   | 5°   |
| 2020     | FIA Formula 3           | Charouz Racing System | 18   | 0        | 0    | 0    | 0    | 3     | 21°  |
| 2020     | Formula Renault Eurocup | MP Motorsport         | 2    | 0        | 0    | 0    | 0    | 2     | 18°  |
| 2021     | FIA Formula 3 Asia      | Hitech Grand Prix     | 15   | 0        | 0    | 0    | 0    | 60    | 10°  |
| 2021     | FIA Formula 3           | Hitech Grand Prix     | 20   | 0        | 0    | 0    | 2    | 29    | 16°  |
| 2021     | Euroformula Open        | Team Motopark         | 3    | 1        | 0    | 0    | 2    | 55    | 12°  |
| 2022     | FIA Formula 3           | Trident Motorsport    | 18   | 1        | 1    | 1    | 4    | 117   | 5°   |
| 2023     | FIA Formula 2           | Trident Motorsport    | 26   | 0        | 0    | 0    | 0    | 15    | 18°  |

* Stagione in corso.

### Risultati in Formula 3
(legenda) (Le gare in grassetto indicano la pole position) (Le gare in corsivo indicano Gpv)
| Stagione | Team                  | 1    | 2    | 3    | 4    | 5   | 6   | 7    | 8    | 9    | 10   | 11  | 12  | 13  | 14  | 15  | 16  | 17  | 18  | 19  | 20  | 21  | Punti | Pos. |
| -------- | --------------------- | ---- | ---- | ---- | ---- | --- | --- | ---- | ---- | ---- | ---- | --- | --- | --- | --- | --- | --- | --- | --- | --- | --- | --- | ----- | ---- |
| 2020     | Charouz Racing System | RBR1 | RBR1 | RBR2 | RBR2 | HUN | HUN | SIL1 | SIL1 | SIL2 | SIL2 | CAT | CAT | SPA | SPA | MNZ | MNZ | MUG | MUG |     |     |     | 3     | 21º  |
| 2020     | Charouz Racing System | 17   | 23   | 17   | 24   | 23  | 20  | 17   | 18   | 22   | 15   | 22  | 19  | 24  | 18  | 11  | 8   | 26  | 18  |     |     |     | 3     | 21º  |
| 2021     | Hitech Grand Prix     | CAT  | CAT  | CAT  | LEC  | LEC | LEC | RBR  | RBR  | RBR  | HUN  | HUN | HUN | SPA | SPA | SPA | ZAN | ZAN | ZAN | SOC | SOC | SOC | 29    | 16º  |
| 2021     | Hitech Grand Prix     | 16   | 12   | 10   | 26   | 19  | 15  | 16   | 4    | 14   | 11   | 3   | 23  | 3   | 13  | 15  | 27  | 15  | 13  | 13  | C   | 26  | 29    | 16º  |
| 2022     | Trident Motorsport    | BHR  | BHR  | IMO  | IMO  | CAT | CAT | SIL  | SIL  | RBR  | RBR  | HUN | HUN | SPA | SPA | ZAN | ZAN | MNZ | MNZ |     |     |     | 117   | 5°   |
| 2022     | Trident Motorsport    | 24   | 22   | 4    | 1    | 8   | 2   | 6    | Rit  | 5    | 11   | 9   | 12  | 2   | 2   | 10  | 4   | 12  | 6   |     |     |     | 117   | 5°   |

* Stagione in corso.

### Risultati in F3 Asia
(legenda) (Le gare in grassetto indicano la pole position) (Le gare in corsivo indicano Gpv)
| Stagione | Squadra           | 1   | 2   | 3   | 4   | 5   | 6   | 7   | 8   | 9   | 10  | 11  | 12  | 13  | 14  | 15  | Punti | Pos. |
| -------- | ----------------- | --- | --- | --- | --- | --- | --- | --- | --- | --- | --- | --- | --- | --- | --- | --- | ----- | ---- |
| 2021     | Hitech Grand Prix | DUB | DUB | DUB | ABU | ABU | ABU | ABU | ABU | ABU | DUB | DUB | DUB | ABU | ABU | ABU | 60    | 10°  |
| 2021     | Hitech Grand Prix | 12  | 12  | Rit | 6   | 9   | 8   | 10  | 8   | 6   | 6   | 4   | 12  | 18  | Rit | 4   | 60    | 10°  |

### Risultati in Formula 2
(legenda) (Le gare in grassetto indicano la pole position) (Le gare in corsivo indicano Gpv)
| Stagione | Squadra            | 1   | 2   | 3   | 4   | 5   | 6   | 7   | 8   | 9   | 10  | 11  | 12  | 13  | 14  | 15  | 16  | 17  | 18  | 19  | 20  | 21  | 22  | 23  | 24  | 25  | 26  | 27  | 28  | Punti | Pos. |
| -------- | ------------------ | --- | --- | --- | --- | --- | --- | --- | --- | --- | --- | --- | --- | --- | --- | --- | --- | --- | --- | --- | --- | --- | --- | --- | --- | --- | --- | --- | --- | ----- | ---- |
| 2023     | Trident Motorsport | BHR | BHR | JED | JED | ALB | ALB | BAK | BAK | MON | MON | CAT | CAT | RBR | RBR | SIL | SIL | HUN | HUN | SPA | SPA | ZAN | ZAN | MNZ | MNZ | YMC | YMC |     |     | 15    | 18°  |
| 2023     | Trident Motorsport | 13  | Rit | 17  | 14  | 16  | 14  | 8   | 17  | 13  | 7   | 13  | 12  | 5   | Rit | 16  | Rit | 16  | 14  | 15  | 9   | C   | 11  | 9   | 10  | 12  | 12  |     |     | 15    | 18°  |
| 2024     | Trident Motorsport | BHR | BHR | JED | JED | ALB | ALB | IMO | IMO | MON | MON | CAT | CAT | RBR | RBR | SIL | SIL | HUN | HUN | SPA | SPA | MNZ | MNZ | BAK | BAK | LUS | LUS | YMC | YMC | 14    | 22°  |
| 2024     | Trident Motorsport | Rit | 13  | SQ  | Rit | 1   | 15  | Rit | 18  | 6   | 16  | 22  | 17  | 21  | 18  | 8   | 18  | 15  | 11  | 20  | 14  | 15  | 17  |     |     |     |     |     |     | 14    | 22°  |
| 2025     | Invicta Racing     | ALB | ALB | BHR | BHR | JED | JED | IMO | IMO | MON | MON | CAT | CAT | RBR | RBR | SIL | SIL | SPA | SPA | HUN | HUN | MNZ | MNZ | BAK | BAK | LUS | LUS | YMC | YMC | 77*   |      |
| 2025     | Invicta Racing     | 5   | C   | 15  | 17  | 5   | 12  | 8   | 17  | 11  | 7   | 17  | 11  | 3   | 8   | 3   | Rit | 8   | 1   | 13  | 2   |     |     |     |     |     |     |     |     | 77*   |      |

* Stagione in corso.